# Уагадугу (аеропорт)
Міжнародний аеропорт імені Тома Санкари (IATA: OUA, ICAO: DFFD) — міжнародний аеропорт у центрі столиці Буркіна-Фасо — Уагадугу. Він був побудований у 1960-х роках і розташований приблизно за 1,5 кілометри (1 милю) на південний схід від головного комерційного району. Сама ділянка має приблизно 4,8 кілометра (3,0 милі) у довжину, 0,5 кілометра (0,31 милі) у ширину у найвужчому місці та займає площу приблизно 4,26 км2 (1050 акрів). Його злітно-посадкова смуга має довжину 3000 метрів (9800 футів). Коли аеропорт був побудований, він знаходився на південній околиці міста. З тих пір Уагадугу пережив швидку урбанізацію, і зараз аеропорт оточений міською забудовою.